# Епархија бањалучка
Епархија бањалучка је епархија Српске православне цркве.
Надлежни архијереј је митрополит Јефрем Милутиновић, а сједиште епархије је у Бањалуци гдје се налази и Саборни храм и владичански двор епархије.

## Историја
Епархија бањалучка обухвата сјеверозападни дио Републике Српске, односно Босне и Херцеговине, основана је 1900. године као митрополија Бањалучко-бихаћка са сједиштем у Бањој Луци. До тог времена, ови српски простори били су у саставу Дабробосанске митрополије.
За време Првог светског рата (1914-1918), аустроугарске државне и војне власти су спроводиле терор над српским православним народом и свештенством на целокупном подручју Босне и Херцеговине, укључујући и територију Бањалучке епархије.
Након стварања Краљевине СХС (Југославије) у јесен 1918. године, извршено је уједињење свих православних црквених покрајина и епархија на територији нове државе (1920), чиме је успостављено канонско јединство Српске православне цркве. 
Након што је 1925. године основана епархија бихаћка, епархија бањалучка је добила данашњи назив. Убрзо након тога ће бити укинута епархија бихаћка и њена територија се поново нашла у епархији бањалучкој, али име епархије бањалучке није мијењано.
За време Другог светског рата (1941-1945), усташке власти су починиле геноцид над српским народом на целокупном подручју Босне и Херцеговине, а усташком прогону су били изложени и православни свештеници на подручју Бањалучке епархије. Међу првима, погубљен је и бањалучки епископ Платон Јовановић. У исто време разорен је и велики број православних цркава.
У периоду комунистичке власти у Југославији (1945-1990), православље је било потискивано из јавног живота, а под строгим надзором државних власти налазило се и српско свештенство у Бањалучкој епархији.
Одлуком Светог архијерејског сабора Српске православне цркве на његовом редовном заседању у манастиру Пећкој патријаршији, 19/6. маја 1990. године од дијела епархије бањалучке основа је епархија бихаћко-петровачка која је одређена као наследница Бихаћке епархије која је основана 1925. године.
За време Рата у Босни и Херцеговини (1992-1995), пострадале су и поједине православне цркве на подручју Бањалучке епархије.
Главна духовна средишта епархије су манастири Гомионица, Моштаница и Липље. Манастир Гомионицу са храмом посвећеним Ваведењу Пресвете Богородице обновили су 1595. године милешевски монаси, који су после турске најезде избегли у овај манастир.

## Архијерејска намјесништва
Одлуком Светог Архијерејског Сабора СПЦ, одржаног 15. маја 2019. године, а на приједлог епископа бањалучког Јефрема, предложена је арондација Епархије бањалучке, и то у корист Епархије бихаћко-петровачке. Арондација и примопредаја архијерејског намјесништва јајачко-мркоњићког спроведена је у дјело 15. јула 2019. године.
 До тада је било 10 архијерејских намјесништава у епархији бањалучкој, а након те одлуке епархија је била подијељена на 9 архијерејских намјесништава. Касније долази до формирања Ребровачког намјесништва, формираног од дијела Бањалучког намјесништва, чиме је број намјесништава поново постао 10:
- Бањалучко
- Ребровачко
- Градишко
- Змијањско
- Которварошко
- Лакташко
- Поунско
- Приједорско
- Прњаворско
- Србачко

## Манастири
Године 2015. било је шест активних манастира са укупно 12 монаха и 17 монахиња.
1. Гомионица
2. Крупа на Врбасу
3. Липље
4. Милошевац (у обнови)
5. Моштаница
6. Осовица
7. Ступље

### Угашени манастири
1. Манастир Дреновица
2. Манастир Ђурђевац (археолошки локалитет)
3. Манастир Карановац (археолошки локалитет)
4. Манастир Кремна
5. Манастир Милошева гора
6. Манастир светог Јована У Долњој Ћетојевици

## Архијереји
Од оснивања бањалучком епархијом су управљали сљедећи архијереји:
| Портрет | Име и презиме (Вријеме на трону)         | Напомена |
| ------- | ---------------------------------------- | --- |
|         | митрополит Евгеније Летица (1901—1907),  | Први архијереј ове епархије.                                                                                     |
|         | митрополит Василије Поповић (1908—1938), | |
|         | епископ Платон Јовановић (1940—1941),    | Убиле су га усташе 5. маја 1941. године. Канонизован 22. маја 1998. године као Свештеномученик Платон Бањалучки. |
|         | епископ Василије Костић (1947—1961),     | Ван епархије од 1953—1961. Протјеран од стране комунистичких власти из Бања Луке 1953. године.                   |
|         | епископ Андреј Фрушић (1961—1980),       | |
|         | епископ Јефрем Милутиновић (1980—)       | |